# Norské referendum o monarchii (1905)

Znak nového samostatného Norského království

Referendum o zachování monarchie nebo vyhlášení republiky v Norsku se konalo ve dnech 12. a 13. listopadu 1905. Voliči byli dotazováni, zda schvalují rozhodnutí Stortingu ke zplnomocnění vlády učinit nabídku na obsazení trůnu nově ustaveného samostatného státu.
Návrh byl schválen 78,9 % voličů. Po sečtení výsledků referenda předal parlament 18. listopadu nabídku princi Karlovi na obsazení norského trůnu. Nová královská rodina přicestovala do Norska 25. listopadu. Král Haakon VII. (dříve princ Karl) a královna Maud byli korunováni v Nidaroské katedrále v Trondheimu 22. června 1906.

## Výsledky
| Volba                       | Hlasy   | %    |
| --------------------------- | ------- | ---- |
| Pro                         | 259 563 | 78,9 |
| Proti                       | 69 264  | 21,1 |
| Neplatné/prázdné hlasy      | 2 403   | –    |
| Celkem                      | 331 230 | 100  |
| Registrovaných voličů/účast | 439 748 | 75,3 |
| Zdroj: Nohlen & Stöver      |         |      |

## Průběh
7. června 1905 norský parlament schválil rozpuštění unie se Švédskem a následně švédský král Oskar II. abdikoval na úřad krále Norska. Smírčí nabídku, aby na norský trůn usedl švédský princ, odmítl.
Norský parlament se tedy obrátil na dánského prince Karla. Mimo jeho pozitivní osobní vlastnosti a ctnosti hrálo roli také to, že je Skandinávec a tudíž rozumí norsky a zná místní kulturu. Díky princezně Maud měl také úzké vazby na Spojené království a britskou královskou rodinu. Další výhodou bylo zajištění následníka trůnu v podobě jeho syna, tehdy dvouletého Alexandra, pozdějšího krále Olafa V.
V Norsku se debatovalo, zda nové státní zřízení má být monarchie nebo republika. Princ Karl požadoval, aby o této otázce bylo rozhodnuto v referendu. Mimo jiné tím chtěl mít jistotu, že většina obyvatelstva chce, aby Norsko zůstalo monarchií.
Otázka položená v referendu zněla:
| „ | Enig i Stortingets bemyndigelse til regjeringen om at opfordre prins Carl af Danmark til at lade sig vælge til Norges konge? (Souhlasíte s tím, aby Storting pověřil vládu ke zmocnění prince Karla Dánského stát se norským králem?) | “ |

Většina obyvatel hlasovala pro monarchii a 18. listopadu parlament provolal prince Karla králem. Předseda parlamentu mu zaslal telegram a nabídl mu norský trůn.
Princ nabídku přijal a 25. listopadu 1905 nová norská královská rodina přistála ve Vippetangenu v Christianii, dnešním Oslu. Nový král přijal jméno Haakon a svému synovi dal královské jméno Olaf – jména, která novou královskou dynastii spojují se středověkými norskými králi. 22. června 1906 byli král Haakon a královna Maud korunováni v Nidaroské katedrále v Trondheimu.

## Dozvuky
Významný norský polárník a humanista Fridtjof Nansen se o referendu vyjádřil těmito slovy:
| „ | Zvolili jsme si monarchii ze tří důvodů: Zaprvé Norsko tehdy nebylo bohaté, chtěli jsme šetrnou vládu, a jak jistě víte, není dražší vlády, než je republika. Zadruhé potřebovali jsme být silní a republika by nás učinila příliš slabými tváří v tvář Švédskému království. Zatřetí chtěli jsme si zachovat svobodu, v žádném případě jsme se nechtěli nechat vystavit tyranii stran a partokracii. | “ |